# Karl Baur (Jurist)
Karl Adolf Rudolf Baur (* 6. Oktober 1866 in Offenburg; † 15. November 1937 in Freiburg im Breisgau; katholisch) war ein seit 1896 im badischen Staatsdienst stehender Jurist und wurde zum 31. Dezember 1932 in den Ruhestand versetzt.

## Leben
Baur war nach dem Studium der Rechtswissenschaften und der Promotion zum Dr. iur. ab dem 16. April 1889 Rechtspraktikant und ab 1893 Referendar.
Am 1. September 1896 wurde er Amtmann beim Bezirksamt Heidelberg, in derselben Position wirkte er ab dem 11. Dezember 1900 beim Bezirksamt Bonndorf, wo er ab dem 28. April 1905 zum Oberamtmann und Amtsvorstand ernannt wurde.
In dieser Funktion wechselte er dann ins Bezirksamt Schwetzingen und wurde danach ab dem 15. November 1909 Oberamtmann und Amtsvorstand beim Bezirksamt Weinheim. Am 18. April 1910 wurde ihm der Titel eines Ministerialrats verliehen, er wirkte nun im Ministerium des Innern als vortragender Rat und wurde ordentliches Mitglied im Verwaltungsrat der Beamtenwitwenkasse.
Am 10. April 1913 wurde er Amtsvorstand mit dem Titel Geheimer Regierungsrat beim Bezirksamt Emmendingen und Landrat beim Bezirksamt Karlsruhe.
Zum 31. Dezember 1932 wurde Karl Baur in den Ruhestand versetzt.

## Auszeichnungen
Baur wurde 1902 mit der Badische Jubiläumsmedaille ausgezeichnet und erhielt drei Jahre später den österreichischen Orden der Eisernen Krone (3. Klasse). 1908 wurde ihm das Ritterkreuz 1. Klasse des Zähringer Löwen-Ordens und 1913 das Ritterkreuz 1. Klasse mit Eichenlaub des Zähringer Löwen-Ordens verliehen.
Er erhielt zudem die Preußische Landwehr-Dienstauszeichnung 2. Klasse.

## Werke
- Wörterbuch zum Nachschlagen der für das Großherzogthum Baden wichtigen Gesetze, hrsg. von Karl August Kopp, Karlsruhe 1901 (1. Auflage Emmendingen 1873)